# Aeropuerto de Red Sucker Lake
El Aeropuerto de Red Sucker Lake (del inglés: Red Sucker Lake Airport) (IATA: YRS, OACI: CYRS) está ubicado a 3 MN (5,6 km; 3,5 mi) al  norte de Red Sucker Lake, Manitoba, Canadá.

## Aerolíneas y destinos
- Perimeter Airlines
  - Winnipeg / Aeropuerto Internacional de Winnipeg-Armstrong